# Samuel Rousseau

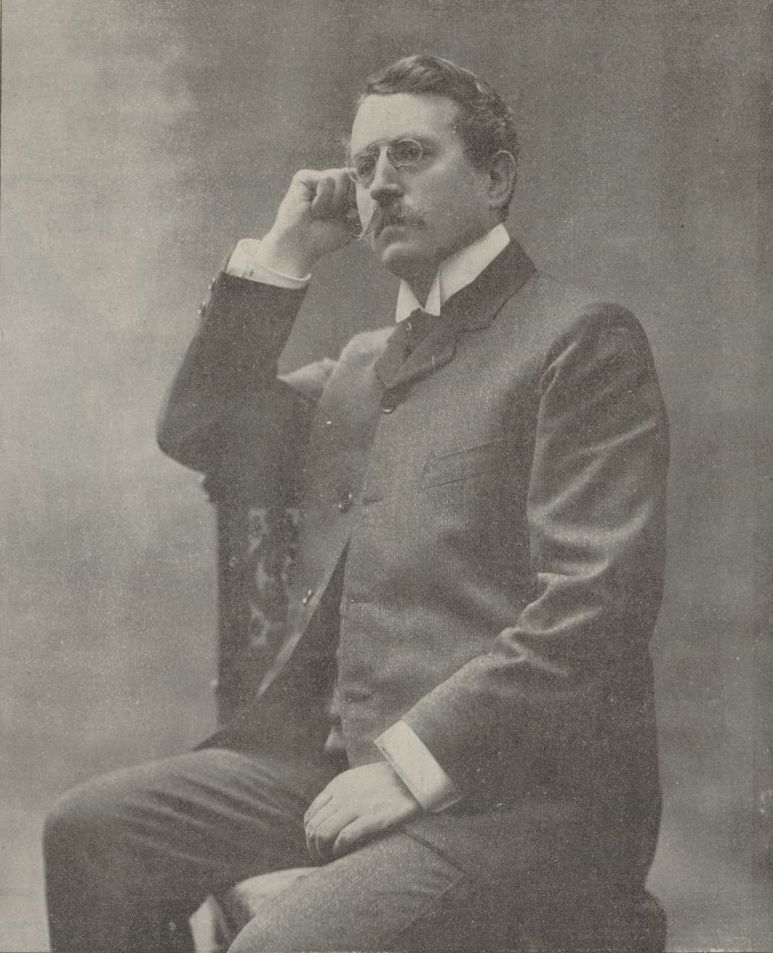
Samuel Rousseau

Samuel-Alexandre Rousseau (* 11. Juni 1853 in Neuve-Maison; † 1. Oktober 1904 in Paris) war ein französischer Komponist.

## Leben
Der Sohn eines Harmoniumbauers trat im Alter von vierzehn Jahren in das Conservatoire de Paris ein, wo er 1872 neben Paul Wachs und Francis Thomé einer der ersten Orgelschüler César Francks wurde. Er studierte Komposition bei François Bazin und erhielt 1878 den Zweiten Premier Grand Prix de Rome für die Kantate La Fille de Jephté nach Edouard Guinand.
Während des mit dem Preis verbundenen Aufenthaltes in der Villa Medici in Rom 1879–1881 komponierte er mehrere Opern, von denen Dianora an der Opéra-Comique aufgeführt wurde.
Nach seiner Rückkehr nach Paris wurde er Organist an der Kirche Ste-Clotilde, später Kapellmeister an Saint-Vincent-de-Paul. Neben mehreren Messen und einem Requiem komponierte er als Kirchenmusiker zahlreiche Stücke für die Orgel und das Harmonium.
1892 wurde Rousseau Nachfolger von Joseph Heyberger als Chorleiter der Société des Concerts du Conservatoire. Im gleichen Jahr wurde seine Oper Mérowig am Grand Théâtre de Paris uraufgeführt und erhielt den Preis der Stadt Paris. 1898 folgte die Uraufführung des lyrischen Dramas La Cloche du Rhin an der Pariser Oper, 1904 wurde an der Opéra-Comique sein musikalisches Drama Milia gespielt. Dort folgte nach seinem Tod 1910 die Aufführung von Léone.
Neben seiner kompositorischen Tätigkeit schrieb Rousseau Artikel für L'Eclair und war Mitarbeiter der Revue Le Maître de Chapelle. 1900 wurde er als Ritter der Ehrenlegion ausgezeichnet. Auch sein Sohn Marcel Samuel-Rousseau wurde als Komponist bekannt, seine Enkelin Éveline Plicque-Andréani gewann 1950 den Prix de Rome.

## Werke
- Judith, Kantate, 1876
- La fille de Jephté, Kantate, 1878
- Dianora, komische Oper in einem Akt, UA 1879
- Sabinus, Oper, 1880
- Kaddir, Oper, 1881
- La Florentine, Oper, 1882
- Messe de Pâques
- Messe de Noel
- Requiem
- Libera me Domine
- 12 pièces für Orgel
- 15 pièces für Orgel
- L'harmonium gradué
- Mérowig, Oper, UA 1892
- La cloche du Rhin, Oper, UA 1898
- Milia, Oper, UA 1904
- Léone, Oper, UA 1910